# Murailles de Salerne
Les murailles de Salerne sont les anciennes enceintes défensives qui protègeaient la Principauté de Salerne,.

## Historique
Aujourd'hui, il reste peu de vestiges des anciens murs de Salerne sur les flancs du Mont Bonadies et dans certaines zones isolées du Centro storico di Salerno (it). Cependant, le mur qui délimitait les douves autour du château d'Arechi est presque intact.

## Galerie

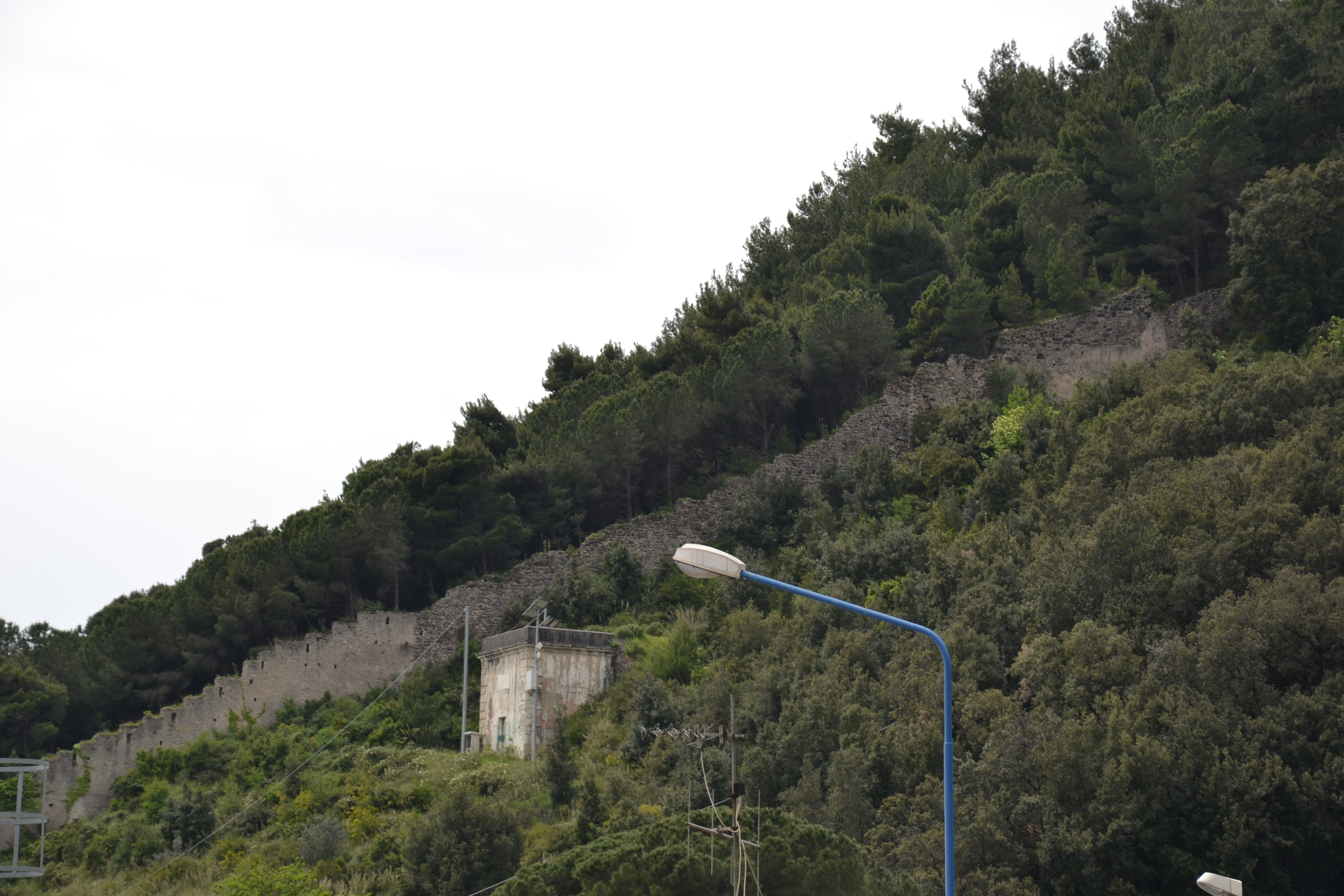
Vestiges du mur sur le mont Bonadies.